# دخترم فرح
دخترم فرح نام کتابی جعلی منسوب‌شده به فریده دیبا مادر فرح پهلوی و مادرزن محمدرضا پهلوی است.

## هویت سازندگان کتاب
سازندگان کتاب  دخترم فرح مدعی هستند که این کتاب ترجمه‌ای به فارسی است، در حالی که چنین کتابی در هیچ زبان دیگری منتشر نشده است. فردی به نام «الهه رئیس‌فیروز» که مترجم این کتاب جعلی معرفی شده و همچنین «احمد پیرانی» که ویراستار کتاب معرفی شده است، نام‌هایی هستند که هویت حقیقی ندارند. این کتاب در ایران و توسط انتشارات به‌آفرین منتشر شده است.

## جعلی بودن کتاب
دفتر فرح پهلوی در ۱۰ خرداد ۱۳۸۰ در واکنش به این کتاب اطلاعیه‌ای صادر کرد و گفت این کتاب «به کلی ساختگی» و «حاصل تخیلات نویسنده» است. همچنین اضافه نمود که فریده دیبا هرگز نه خاطراتی نوشته و نه خاطراتی را ضبط کرده است.
فرح دیبا همچنین در مصاحبه‌ای گفته است: «باید به هموطنانم یادآوری کنم که ظاهراً کتاب‌های زیادی به اسم من، مادرم، ملکه مادر و برادران شاه، در جمهوری اسلامی چاپ می‌شود که همه ساختگی است. کتاب «دخترم فرح» که به اسم مادرم چاپ شده جعلی است و مادرم هرگز خاطراتی ننوشت. تازه در این کتاب نوشتند ترجمه انگلیسی، که مادرم هیچ‌گاه انگلیسی صحبت نمی‌کرد. اسم خانمی هم که به عنوان مترجم نوشته‌اند اصلاً چنین مترجمی و چنین ناشری در انگلیس وجود ندارد. من خواستم این مسئله را هم وطنانم بدانند.»
عبدالله شهبازی، نویسنده، مورخ و پژوهشگر ایرانی ضمن جعلی دانستن کتاب دخترم فرح گردآورنده آن را فردی معین با اهداف «سودجویانه» خوانده که به جعل کتب خاطرات به‌نام برخی چهره‌های سرشناس دوران پهلوی دست می‌زند. عبدالله شهبازی همچنین با انتقاد از وزارت ارشاد به خاطر صدور مجوز می‌گوید «این فرد بعد از کتاب دخترم فرح، خاطراتی به نام تاج‌الملوک پهلوی (مادر محمدرضا شاه پهلوی) به بازار عرضه کرده و بعد هم خاطراتی به نام اردشیر زاهدی منتشر کرده است.»
یعقوب توکلی، محقق و مورخ و استاد دانشگاه در مطلبی می‌افزاید:در مواردی شاهد جعل در تاریخ‌نگاری تجاری نویسان هستیم؛ هر چند ما نمی‌توانیم کسی را متهم نمائیم، اما توجه به ادبیـات تجـاری نویسی در کتاب‌های تاریخی کشور را نمی‌توانستیم نادیده بگیریم و رضایت دهیم هر نوشته‌ای تبدیل به متن تاریخی شود و مورد استفاده قرار گیرد. کتاب دخترم فرح از جمله کتاب‌هایی است که به‌طور چشم‌گیری در ایران به فروش رفت و مورد اعتنا واقع شد و حداقل، حدود هشت بار تجدید چاپ شده است، اما به این موضوع کمتر توجه شده است که کتابی که در ایران آن قدر به فروش رفت، اساساً جعلی است. چرا که نویسنده این کتاب مشخص نیست و واضح است که خانم فریده دیبا مادر فرح این اطلاعات را نداشته است. ایشان مطالبی را در این کتاب عنوان کرد که مثلاً افرادی چون ارتشبد فردوست یا ارتشبد طوفانیان به عنوان یک چهره امنیتی اطلاعاتی، بدان دسترسی داشته‌اند. یکی از ویژگی‌های این دسته از تاریخ نویسان بحث تاریخ سازی و جعل تاریخ است که متأسفانه به نوعی در بخش‌های مختلف این کتاب‌ها وجود دارد. کتاب دخترم فرح که تا حدود زیادی طی سال‌های اخیر در بورس کارهای تاریخی بوده، همچون خاطرات تاج الملوک کاملاً جعلی است و هیچ سندی برای این‌که این کتاب توسط خانم فریده دیبا به عنوان مادر فرح یا تاج الملوک نوشته شده باشد در دست نیست. واقعیت قصه این است که در جامعه، این دسته از کتاب‌ها را از حوزه تاریخ‌نگاری و منابع قابل استناد خارج نکردند و خارج از تاریخ نمی‌دانند به این دلیل که بعضی معتقدند برخی از مفاسد رژیم پهلوی را نمی‌توانیم بیان کنیم، بگذارید کسان دیگر بگویند. از این رو این آثار گسترش می‌یابند.
یعقوب توکلی با تأکید بر جعلی بودن کتاب، دلایل زیادی را همچون بی‌سوادی فریده دیبا، کهولت سن وی، محرمانه بودن بسیاری از اطلاعاتی که در کتاب آورده شده با توجه به منصب نداشتن فریده دیبا، مواضع کاملاً متفاوت نسبت به اشخاص، افشای برخی اطلاعات مربوط به قبل از سال ۱۳۳۸ زمانی که فریده دیبا هنوز به دربار وارد نشده بوده و… برشمرده است.
خسرو معتضد تاریخ‌نگار در ارتباط با کتاب خاطرات ملکه پهلوی (تاج‌الملوک آیرملو مادر محمد رضا پهلوی) که آن نیز توسط مؤسسه انتشارات به آفرین نشر یافته، عنوان داشته: محقق محترم آقای رسولی که این مصاحبه را با خانم عصمت الملوک دولتشاهی انجام داده در این قسمت نقل قولی از خاطرات منتسب به ملکه تاج الملوک پهلوی همسر رضا شاه که در ایران نشر یافته، کرده است. از آنجا که نویسنده (معتضد) کتاب خاطرات ملکه پهلوی را مشکوک و حتی مجعول می‌داند زیرا تاج الملوک در دوران اخیر حیات خود دچار بیماری آلزایمر بود و قادر به سخن گفتن نبود از ذکر این نقل قول خودداری کردم. به نظر نمی‌رسد اصلاً چنین مصاحبه‌ای انجام شده باشد و ملکه پهلوی چنان مطالبی بیان کرده باشد.